# تراورز داوکینز
تراورز داوکینز (انگلیسی: Travis Dawkins؛ زادهٔ ۱۲ مهٔ ۱۹۷۹) بازیکن بیس‌بال اهل ایالات متحده آمریکا بود.
وی در مسابقات کشوری و بین‌المللی در مجموع برندهٔ ۱ مدال طلا، ۱ مدال نقره شده‌است.